# Harpactea nausicaae
Harpactea nausicaae là một loài nhện trong họ Dysderidae.
Loài này thuộc chi Harpactea. Harpactea nausicaae được miêu tả năm 1976 bởi Brignoli.